# Лиоте, Юбер
Луи Юбер Гонсальв Лиоте (фр. Louis Hubert Gonzalve Lyautey; 17 ноября 1854, Нанси — 27 июля 1934, Торе-Лиоте) — французский военачальник, маршал Франции (19 февраля 1921), министр обороны Франции с 12 декабря 1916 по 14 марта 1917 года, известный своим участием в колониальных войнах в Индокитае и Марокко, в том числе в Рифской войне. В 1912 году был избран членом Французской академии.

## Биография
Лиоте родился в Нанси, столице Лотарингии. Его отец был преуспевающим инженером, дед — прославленным наполеоновским генералом. От матери, нормандской аристократки, Луи Юбер унаследовал многое: монархизм, патриотизм, католицизм и веру в нравственное и политическое значение элиты.
Несмотря на юношескую болезненность, Лиоте в 1873 году поступил в военную академию Сен-Сир, где проявил незаурядные способности в учёбе и проникся идеями роялистов. В декабре 1877 года был произведён в лейтенанты. Во время двухмесячного отпуска, проведенного по окончании академии в начале 1878 года в Алжире, Лиоте был впечатлен Магрибом и исламом. Он служил в кавалерии и поэтому должен был начинать военную карьеру в колониях, а не в более престижных частях в материковой Франции.
Он считал колониализм благом, несущим цивилизацию в самые варварские уголки Земли. Следуя этой идеологии, в 1880 году отправился служить в Алжир, где участвовал в военных кампаниях до 1884 года, когда, к его разочарованию, был отозван во Францию.
В 1894 году он был направлен в Индокитай, в Тонкин, где служил под началом Жозефа Галлиени. Он смог подавить Восстание чёрных флагов, вспыхнувшее вдоль китайской границы. К 1897 году он имел чин подполковника и Орден Почётного легиона. Он писал тогда: «Здесь я чувствую себя, как рыба в воде. Манипуляция предметами и людьми — это власть; то, что я люблю».
Лиоте последовал за Галлиени в Мадагаскар, покорение которого потребовало два года. В 1902 году принял командование гусарским полком в Алансоне, но два года спустя по приглашению губернатора вернулся в Алжир, где довольно бесцеремонно стал пытаться расширить границы французской колонии за счёт Марокко. Замирив приграничные племена, Лиоте получил пост коменданта Орана, на котором продолжил конфронтацию с марокканцами.
После подписания Фесского договора, сделавшего Марокко французским протекторатом, Лиоте возглавил французские войска в этом государстве. Он подавил восстание в Фесе и заменил султана на более послушного французам, но в то же время стремился впечатлить марокканцев своей компетентностью в административных вопросах и уважительно относился к местным традициям. Был сознательным сторонником так называемого «просвещенного» колониализма. Именно благодаря ему, как подчеркивает английский исследователь Невил Барбур, были сохранены памятники традиционной марокканской архитектуры, предприняты сознательные усилия по строительству новых городов, архитектура которых гармонично  вписывалась в марокканский пейзаж и национальные традиции застройки. 
В 1913 году Лиоте была начата военная кампания по завоеванию Марокко:65. Несмотря на то, что в ходе войны один из его полковников ослушался Лиоте:74 и потерпел поражение, которое он сам назвал одним из самых худших за всю историю Франции, Юберу удалось покорить страну:79. В 1915 году в письме к министру иностранных дел Франции Делькассе Лиоте подчеркивал, что, опираясь на французское правительство, монарх смог бы расположить к себе марокканский народ, заручиться его поддержкой и доверием. И в благодарность за это признание султан будет покровительствовать французам, помогая Франции реализовывать свои замыслы и планы. К 1921 году страна была окончательно захвачена:88—90, а к 1932 году — подавлены последние очаги сопротивления:92.
Он перенёс столицу Марокко из Феса в Рабат.